# Парка-Пошт-е-Мехді-Хані
Парка-Пошт-е-Мехді-Хані (перс. پرکاپشت مهدي خاني) — село в Ірані, у дегестані Ґурка, у Центральному бахші, шагрестані Астане-Ашрафіє остану Ґілян. За даними перепису 2006 року, його населення становило 818 осіб, що проживали у складі 221 сім'ї.

## Клімат
Середня річна температура становить 14,60°C, середня максимальна – 28,24°C, а середня мінімальна – -0,09°C. Середня річна кількість опадів – 1187 мм.
| Клімат поселення                              | Клімат поселення | Клімат поселення | Клімат поселення | Клімат поселення | Клімат поселення | Клімат поселення | Клімат поселення | Клімат поселення | Клімат поселення | Клімат поселення | Клімат поселення | Клімат поселення | Клімат поселення |
| Показник                                      | Січ.             | Лют.             | Бер.             | Квіт.            | Трав.            | Черв.            | Лип.             | Серп.            | Вер.             | Жовт.            | Лист.            | Груд.            |                  |
| Середній максимум, °C                         | 8,72             | 9,21             | 11,94            | 18,16            | 21,88            | 25,74            | 28,24            | 28,13            | 25,28            | 21,02            | 16,37            | 12,20            |                  |
| Середня температура, °C                       | 4,31             | 4,81             | 7,54             | 13,76            | 17,48            | 21,34            | 24,03            | 23,92            | 21,08            | 16,81            | 12,17            | 7,99             |                  |
| Середній мінімум, °C                          | −0,09            | 0,41             | 3,14             | 9,36             | 13,09            | 16,95            | 19,83            | 19,71            | 16,86            | 12,61            | 7,96             | 3,78             |                  |
| Норма опадів, мм                              | 115              | 95               | 87               | 46               | 47               | 33               | 33               | 62               | 136              | 212              | 178              | 143              |                  |
| Середньомісячна швидкість вітру, м/с          | 2.40             | 2.47             | 2.43             | 2.40             | 2.34             | 2.49             | 2.62             | 2.30             | 2.11             | 2.10             | 2.00             | 2.16             |                  |
| Середньомісячна сонячна радіація, кДж/м²·день | 6939             | 9004             | 10956            | 15473            | 19610            | 21558            | 22054            | 18768            | 15361            | 10769            | 8592             | 6646             |                  |
| --------------------------------------------- | ---------------- | ---------------- | ---------------- | ---------------- | ---------------- | ---------------- | ---------------- | ---------------- | ---------------- | ---------------- | ---------------- | ---------------- | ---------------- |
| Джерело:                                      |                  |                  |                  |                  |                  |                  |                  |                  |                  |                  |                  |                  |                  |